# مات آدمسون
مات آدمسون (بالإنجليزية: Matt Adamson)‏ هو لاعب دوري الرغبي أسترالي، ولد في 14 أغسطس 1972 في تاري في أستراليا.